# Léa Vicens
Pour les articles homonymes, voir Vicens.
Léa Vicens, née le 22 février 1985 à Nîmes, est une torera à cheval (en espagnol, rejoneadora) française. Elle a reçu l'alternative le 14 septembre 2013 dans les arènes de Nimes sa ville natale des mains de Don Ángel Peralta, avec pour témoins Marie Sara, Paco Ojeda et Diego Ventura.

## Présentation
Léa Vicens vit et s'entraîne près de Séville en Andalousie (Espagne), dans sa finca, après treize années passées au domaine des frères Rafael Peralta et Ángel Peralta lequel fut son premier apoderado et le restera jusqu'à sa mort.
Elle fait un début triomphal dans les arènes de Olmedo (Valladolid), le 2 octobre 2010 où elle coupe deux oreilles et sort a hombros de l'arène. Le 11 octobre suivant, elle triomphe encore devant des novillos des Peralta. En 2011 pour sa première saison, elle est classée à la 28ème place de l'escalafón des rejoneadors. 
En 2011, elle a participé à quinze corridas et coupé vingt oreilles et une queue.
Elle confirme ses bons débuts en 2012, ce qui lui ouvre les portes de la Real Maestranza de Séville en avril 2013. Elle accède dès lors au statut de figura. À cette époque, elle torée uniquement en Espagne. 
Forte de ses succès espagnols, elle fait sa présentation en France le 14 juillet 2013 aux arènes des Saintes Maries de la Mer et triomphe lors de la nocturne des fêtes de la Madeleine à Mont de Marsan le 19 juillet 2013 où elle coupe trois oreilles, une queue et sort a hombros des arènes du Plumaçon (Toros de Fuente Rey pour Sergio Galan, Joao Moura hijo et Léa Vicens).
En septembre 2013 elle reçoit l'alternative des mains de Paco Ojeda en presence de Diego Ventura dans les arènes de Nîmes et finit la temporada dans le haut du classement confirmant ainsi son statut de figura.
En 2016, elle finit première de l'escalafon en ayant fait sa présentation à Madrid, Lisbonne et Bilbao. Son style épuré et classique lui permet de conquérir les plus grandes arènes et d'accumuler les premières places.
En 2017, elle continue de briller avec de nombreuses grandes portes et finit première de l'escalafon devant notamment Diego Ventura.
En 2018, elle renouvelle ses triomphes dans les grandes arènes françaises et espagnoles. Le 3 juin, à Madrid, elle coupe une oreille de poids dans une arène comble et sous des trombes d'eau. Elle termine à nouveau première de l'escalafon, devant Diego Ventura et Pablo Hermoso de Mendoza.
En 2019, les triomphes continuent tant en France qu'en Espagne, avec quarante corridas elle termine à nouveau en tête de l'escalafon avec le plus de corridas toréées en arènes de lère catégorie. Les sorties « à hombros » se sont succédé entre autres à Valencia, Jerez, Burgos, Béziers, Dax, Baeza, Huesca,Salamanque, Logrono, Jaen, avec également en particulier la grande porte à Madrid la veille de Pentecôte (seule rejoneadora à ce jour) et le surlendemain à nouveau la grande porte de Nîmes.
En 2022, elle réitère l’exploit d’ouvrir la grande porte à Madrid au côté de Guillermo Hermoso de Mendoza au cours d’un mano a mano, tout en continuant de triompher dans de nombreuses villes et villages comme Nîmes ou encore Bayonne.